# كنيسة سانت آن
كنيسة سانت آن هي كنيسة أبرشية تابعة لكنيسة إنجلترا في مانشستر بإنجلترا . تأسست هذه الكنيسة عام 1712 على أساس العمارة الكلاسيكية الجديدة.

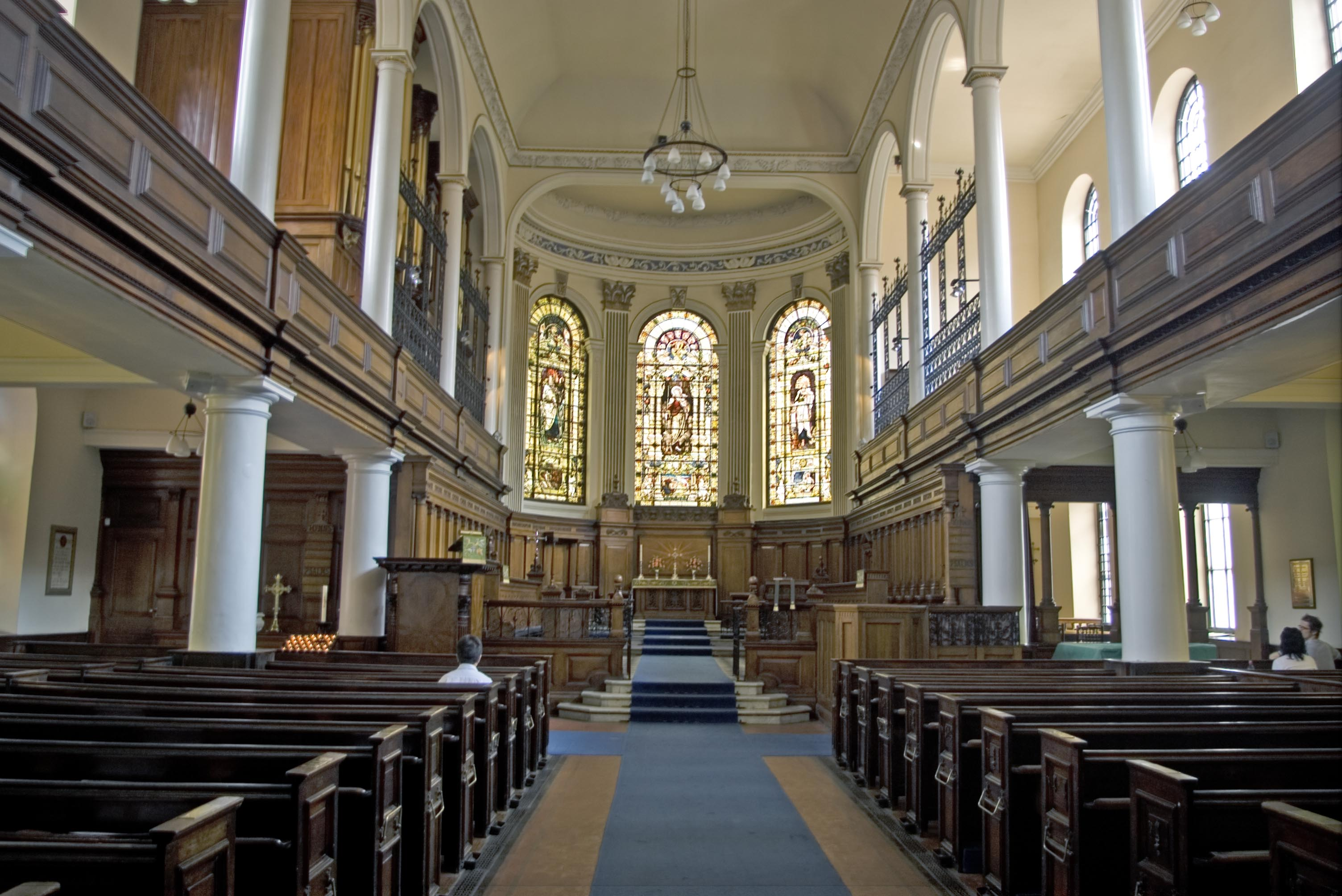
داخل كنيسة سانت آن

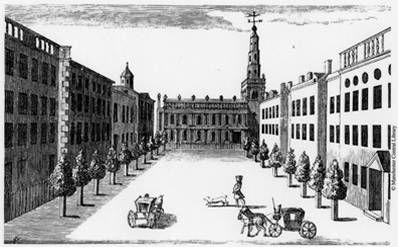
ساحة سانت آن 1745

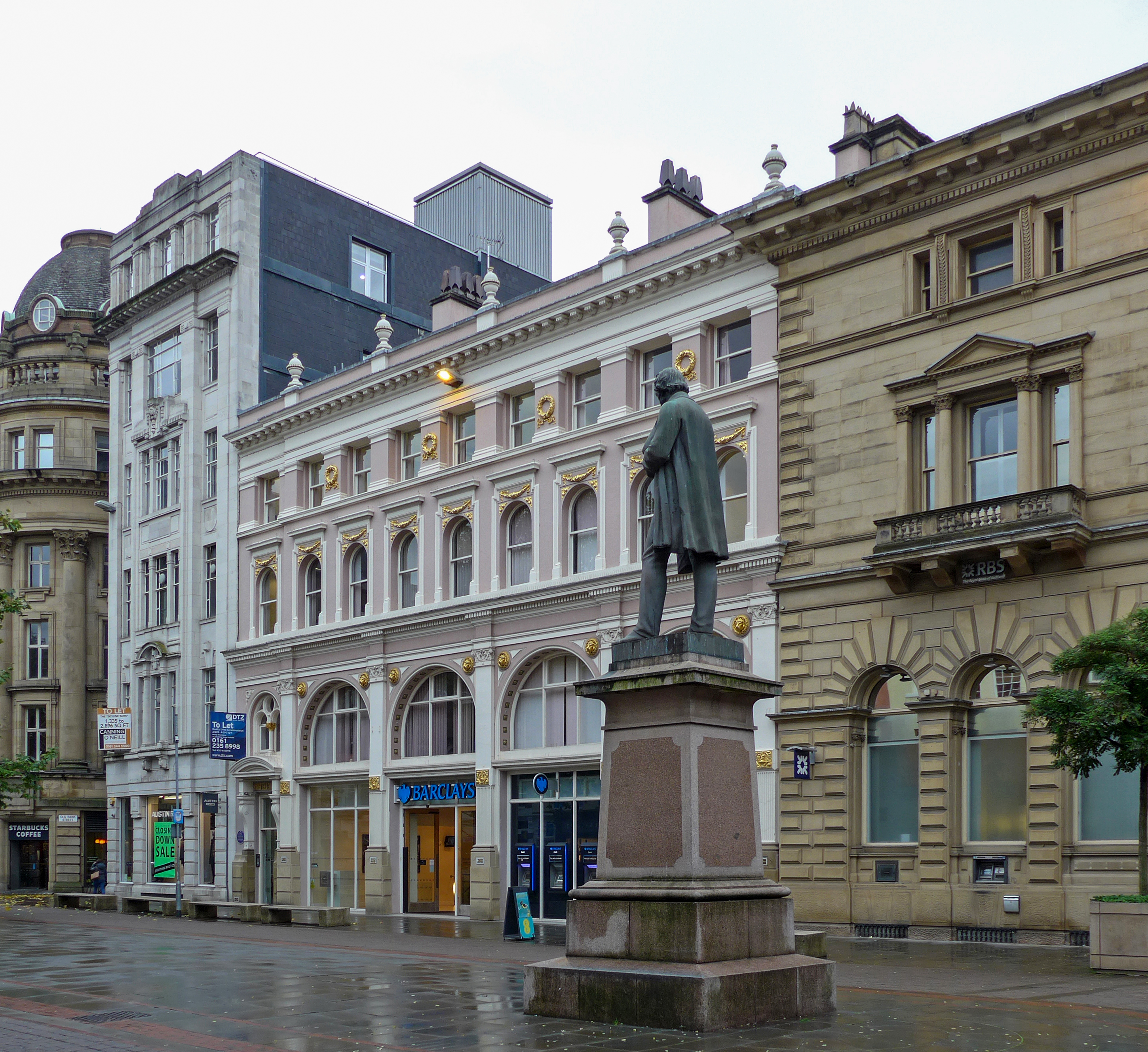
الجانب الشرقي من ساحة سانت آن ، 2015

## وصلات خارجية
- "Welcome to St Ann's". مؤرشف من الأصل في 2013-02-03.